# Teógnis de Niceia
Teógnis de Niceia foi um bispo de Niceia, excomungado por ser partidário da heresia ariana. Isto deu-se após a realização do Primeiro Concílio Ecumênico, ocorrido naquela cidade no ano de 325, quando ele foi acusado por sua negligência em não ter denunciado Ário e sua doutrina antitrinitária, que fora condenada naquele concílio.

## A Formação teológica
Pouco é sabido sobre a vida pregressa de Teógnis, sabe-se que ele teve a sua formação teológica na Escola de Antioquia, o Didaskaleion, uma escola teológica ou catequética, cujo fundador e primeiro reitor fora Luciano de Antioquia. Era uma escola de estudos doutrinários, científicos, discursivos e filosóficos e que contava dentre seus ingressos, com teólogos de renome, como Diodoro de Tarso, Teodoro de Mopsuéstia, Ário, Eusébio de Nicomédia, Maris de Calcedônia, Eudóxio, Astério de Petra, Efrém, o Sírio, Nestório e João Crisóstomo, entre outros. As diferenças existentes entre as escolas de Antioquia e a de Alexandria e a de Cesareia, eram gritantes e ao mesmo tempo sutis. A primeira, por seu tempo, adotava o sentido basicamente discursivo, textual (ou literal), preliminar ou histórico, enquanto que a alexandrina servia-se de uma dialética alegórica. Entende-se assim porque no campo teológico as divergências grassavam.

## O Concílio de Niceia

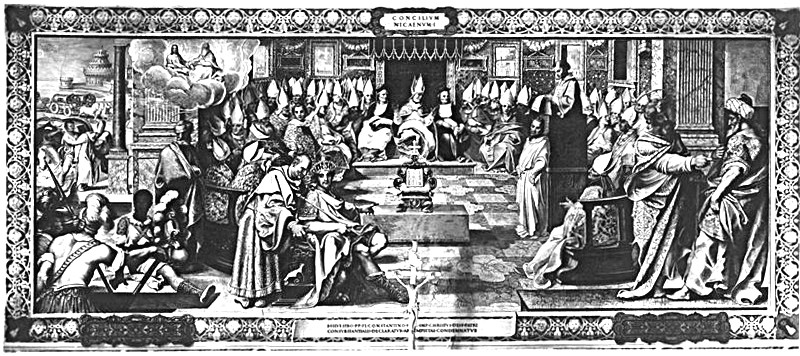
Ícone do salão imperial onde se realizava o I Concílio de Niceia, sob a presidência de Ósio de Córdoba.

O rumo de todas as divergências encaminhou-se finalmente para um único palco, depois de inúmeros sínodos e de concílios nacionais, regionais ou plenários. Sob este aspecto o Concílio de Niceia, por ser ecumênico ou geral, unificou a razão de ser de todas as idéias oriundas destas assembleias partidárias, já que muitos destes sínodos ou concílios eram consensualmente partidários. Este palco foi o Palácio imperial, em seu saguão principal. Os trabalhos do Concílio, foi então a cidade de Niceia, em 20 de maio. O concílio fora convocado por insistência de Constantino para unificar de vez as várias divergências e tendências teológicas surgidas no seio da igreja e para também dirimir dúvidas e questões polêmicas. O concílio reuniu, de per si, duas alas conflitantes e evidentes dentro do cristianismo: Os ortodoxos e os arianos. 
Os 318 participantes, entre bispos, prelados, assistentes, concluiriam pela condenação do arianismo e pela formulação de uma profissão de fé, chamada de Credo de Niceia, cuja elaboração foi confiada ao bispo Ósio de Córdoba, a qual foi subscrita por todos os presentes a exceção de uma pequena parcela do partido ariano, contados como 17 já que Eusébio de Cesareia, também ariano, recebeu o credo no dia posterior. Eram eles, além da clássica vanguarda de Ário, que representavam representavam o grupo teológico de apoio e defesa às ideia de Ário, composta por Segundo, bispo de Ptolemaida.; Teonas, bispo de Marmárica.; Eusébio, bispo de Berito, Nicomédia (?-325 e 328-338) e Constantinopla (338-341, rival de Paulo I de Constantinopla).; Teógnis de Niceia, bispo de Niceia.; Maris, bispo de Calcedônia.. 
Além destes, outros prelados de influência que representavam o partido eram: Secundiano e Ursácio de Singiduno; Eustácio de Sebaste, Valente de Múrcia; Eusébio de Emesa, (c. 339 ou 341); Gregório da Capadócia; Narciso de Nerônias; Estêvão I de Antioquia; Leôncio de Antioquia; Atanásio de Anazarbo; mestres de Aécio; Patrófilo de Citópolis; Astério; Úlfilas;; Vereca e Batuíno, presbíteros mártires entre os Godos; Auxêncio de Durostoro e Paládio de Raziaria; Zópiro de Barca; Dates de Pentápole; Paulino de Tiro; Acácio de Cesareia; Anfião de Sídon; Teódoto de Laodiceia; Teodoro da Trácia; Narciso de Irenópolis; Samósata de Niceia; Segundo de Teucira; Demófilo de Constantinopla; Jorge de Laodiceia; Gregório de Capadócia; Potâmio de Olisipo; Saturnino de Arles; Auxêncio de Milão; Menofanto de Éfeso; Leôncio de Salona; Pisto de Alexandria, Aécio e Euzoio de Antioquia; Úlfila da Dácia; Ajax da Gália; Marcos de Aretusa; Jorge I de Alexandria; Maximino da Ilíria.

## Após o Concílio
De todos somente 5 arianos não subscreveram o credo, eram eles Eusébio de Nicomédia, Teógnis de Niceia, Maris de Calcedônia, Teonas de Marmárica, Segundo de Ptolemaida. Temendo entretanto o exílio Teógnis, Eusébio e Maris firmaram o documento mas, poucos meses depois os dois primeiros revogaram suas assinaturas, provocando com isso a ira de Constantino que a ambos baniu para a Gália e ainda mandou que fossem queimados publicamente todos os escritos destes. O exílio todavia representou uma imputação complexa demais, uma árdua prova na vida de ambos e não tardou muito para que ambos enviassem uma carta de retratação ao imperador, concordando com o credo e este além do perdão concluiu por restaurá-los em seus episcopados.
Quanto a Teonas de Marmárica, Segundo de Ptolemaida juntamente com alguns sacerdotes egípcios, Constantino mandou que se os exilasse na Ilíria. Já o historiador Sócrates, o Escolástico em sua História Eclesiástica, afirma que Eusébio, Teógnis  e Ário foram os únicos enviados para o exílio. 
Teógnis e Eusébio foram desde o principio os maiores nomes de apoio ao arianismo, a vanguarda de Ário. 
Segundo o historiador ariano Filostórgio, tudo não passou de uma confusão de terminologia de
“como em substância", em vez de "da mesma substância" e que tanto Teógnis quanto Eusébio não eram em verdade passíveis daquela culpa imposta.